# تاروکا
شهر تاروکا (به پرتغالی: Tarouca) در تاروکا در کشور پرتغال واقع شده‌است. جمعیت این شهر ۳٬۲۰۰ نفر  است. در تاریخ ۹ دسامبر ۲۰۰۴ به عنوان شهر شناخته شد.

## افراد برجسته
خوزه لیت د واسکونسلوس (۱۸۵۸ در اوکانیا، تاروقا – ۱۹۴۱) یک قوم‌نگار، باستان‌شناس و نویسنده پرتغالی بود که به طور گسترده‌ای در مورد زبان‌شناسی پرتغالی و پیش‌تاریخ نوشته است.